# Alexis Dworsky

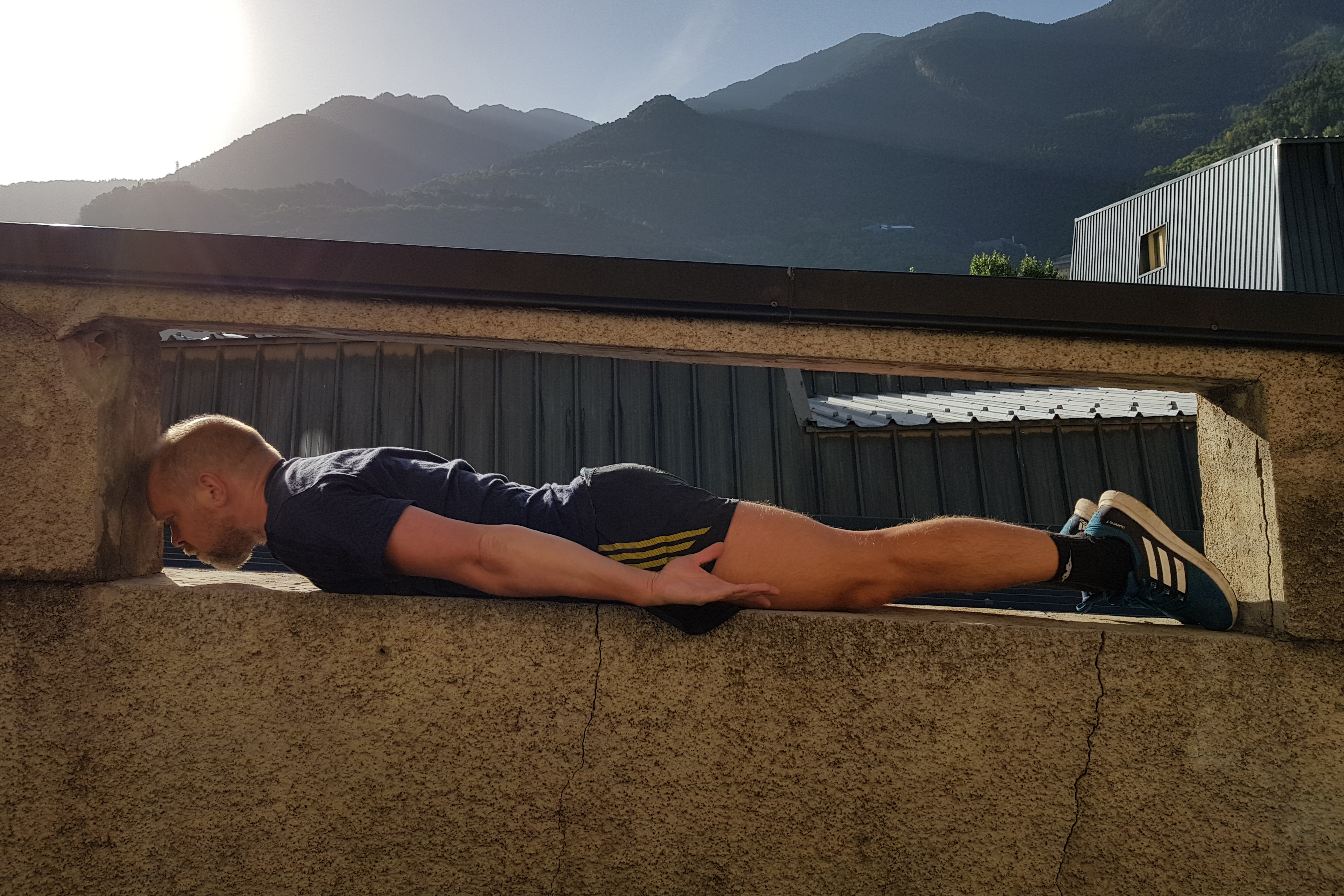
Einpassung, eine Performance mit der urbanen Architektur

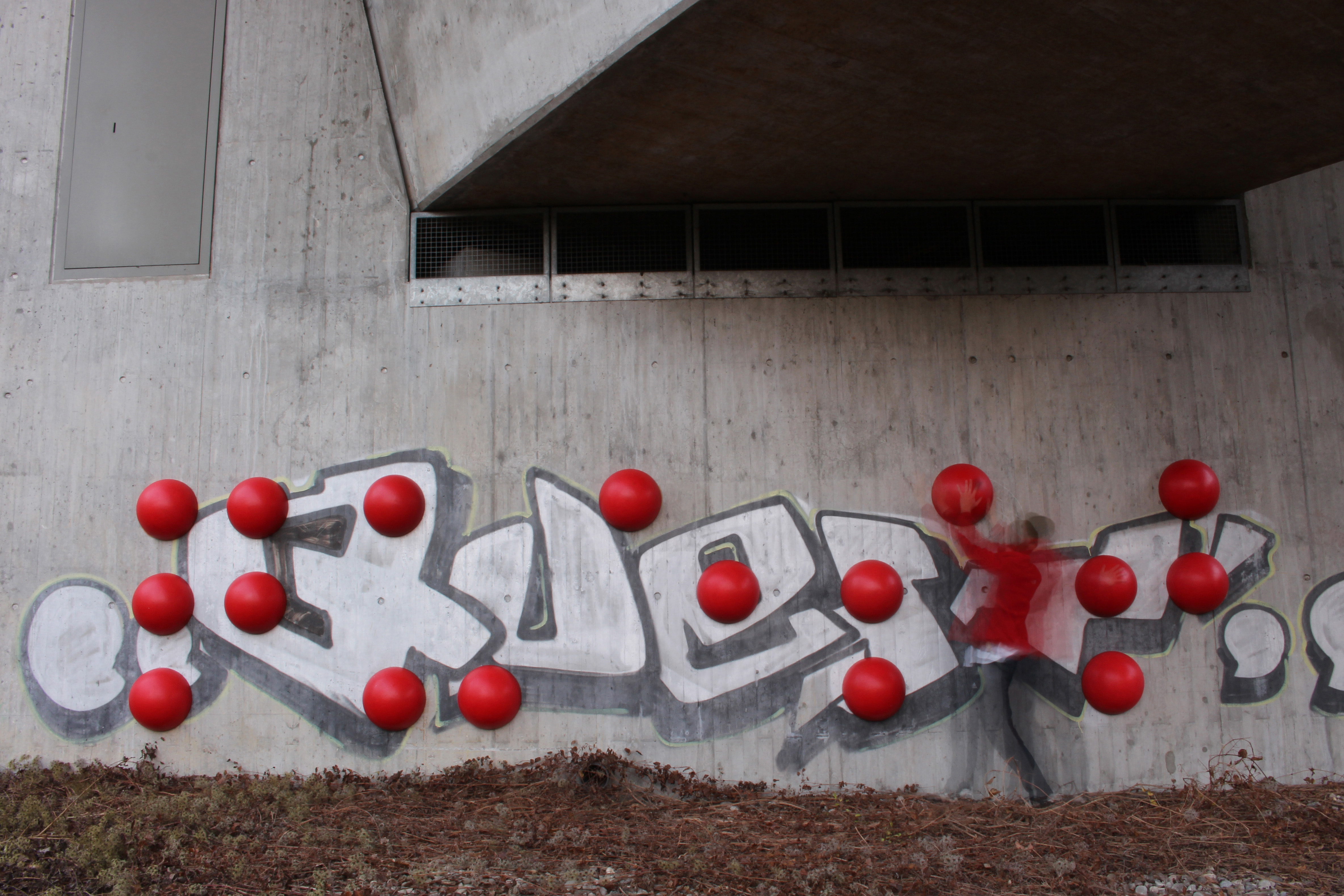
Braille Graffiti: Interventionsreihe im öffentlichen Freiraum

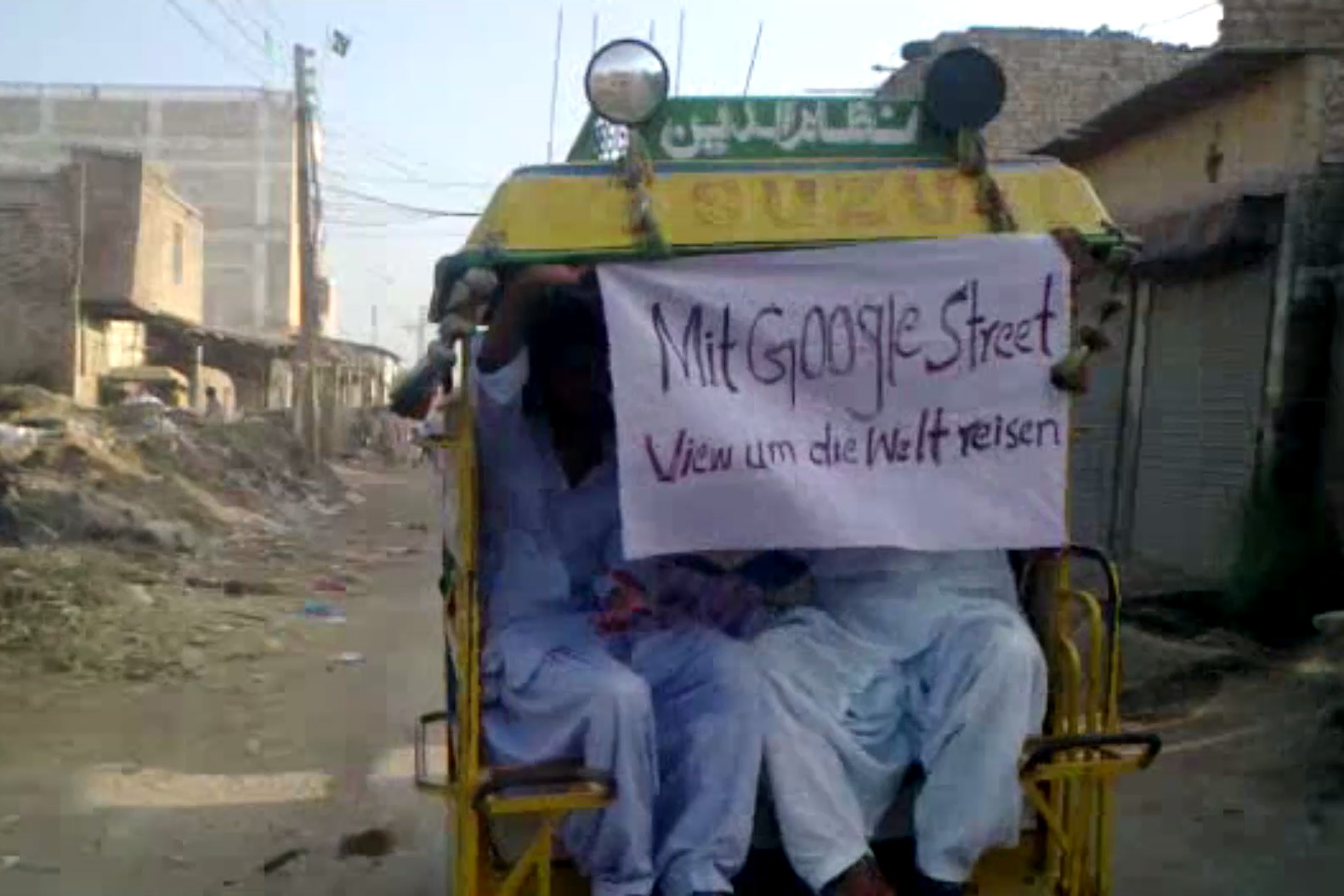
Mit Google Street View um die Welt reisen: Die Abenteuer seiner virtuellen Reisen transformiert Dworsky zu Vorträgen und Dia-Shows

Alexis Dworsky (* 14. Mai 1976 in Freising) ist ein deutscher Konzeptkünstler, Kulturwissenschaftler und Professor an der Kunstuniversität Linz. Er betreibt künstlerische Forschung und verschränkt praktische mit theoretischen Herangehensweisen:
„Aus einem Hasenbraten (re)konstruierte er einen Dinosaurier und schrieb hierzu eine Doktorarbeit; in Google Street View fährt er um die Welt und hält darüber Reisevorträge. Dworsky übersetzt Graffiti für Blinde und baut einen Trimm-Dich-Pfad inmitten der Stadt.“

## Biografie
Dworsky studierte zunächst Landschaftsarchitektur an der Technischen Universität München, dann folgte ein Studium an der Akademie der Bildenden Künste München. Dworsky wurde 2011 von Bazon Brock in Ästhetik an der Bergischen Universität Wuppertal über die Kulturgeschichte des Dinosauriers promoviert. Von 2001 bis 2007 war Dworsky Kurator im Lothringer13/laden. Von 2012 bis 2018 war er künstlerischer Mitarbeiter der Klasse Res Ingold an der Akademie der Bildenden Künste München. Seit 2021 ist Alexis Dworsky als Professor für Mediengestaltung an der Kunstuniversität Linz tätig. Er arbeitet freischaffend als Künstler und Kurator.

## Öffentlicher Raum und Neue Medien
Insbesondere arbeitet Dworsky in und über den öffentlichen Raum. Diesen versteht er dabei gleichermaßen als Experimentierfeld und Kommunikationsplattform, wie auch als inhaltlichen Gegenstand seiner Untersuchungen. Eine Besonderheit seines Ansatzes ist es, auch den digital-medialen Raum als öffentlichen Freiraum anzusehen: „Die virtuelle Welt verschränkt sich immer mehr mit der physischen und auch in ihr gilt es künstlerisch zu intervenieren und sie mittels zeitgenössischer Kunst zu befragen“, so Dworsky.

## Kuration und Forschung
Die Grenze zwischen Kunst, Forschung und Kuration verschwimmt in Dworskys Arbeit zusehends, etwa weil er zu Ausstellungen auch Werke von anderen Künstlern zeigt, beziehungsweise diese zu Aktionen und Vorträgen einlädt, Hintergründe recherchiert, wissenschaftliche Texte hierüber verfasst und diese auch veröffentlicht. So kuratierte Alexis Dworsky etwa eine Ausstellung von Forensic Architecture.

## Ausstellungen, Interventionen und Performances (Auswahl)
- 20. Oktober 2001 Vortragsperformance im Rahmen der Ausstellung More than miles im Zeppelin-Museum Friedrichshafen
- 2002 PROGRAM ANGELS gen PRATER, Aktionsforum Praterinsel
- 10. Mai 2003 Nachtschwärmer, Aufführung am Schauspiel Frankfurt
- 2004 conspiracy – nichts ist wie es scheint!!!, Ausstellungsprojekt über Verschwörungstheorien mit der Soziologin Anne Hacket im Lothringer13/laden[6]
- 2005 Insalata Mista, Installation und Aktionen auf der BUGA 05
- 2006 4D-Picknick (+), Ausstellung im Stuttgarter Kunstraum Oberwelt e. V.
- 2007 DINOMANIA, Ausstellung im Lothringer13/laden
- 16. Februar 2008 Vortragsperformance im Rahmen der Gala 50 Jahre ingold airlines in der Kunst- und Ausstellungshalle der Bundesrepublik Deutschland
- 2010 transfer: spanien I, Ausstellung zum Europäischen Kunststipendium Oberbayern, Schafhof – Europäisches Künstlerhaus Oberbayern
- 2011 Hartu eta Eman. Discursos y Recursos, Ausstellung im Sala América, Vitoria-Gasteiz[7]
- 2012 Mit Google Street View um die Welt reisen, Aufführung im Gasteig, München
- 2012 Science meets Dharma. Symposium mit tibetischen Mönchen, westlichen Naturwissenschaftlern ...und dem Künstler Alexis Dworsky, Dalai Lama Institute of Higher Education, Bangalore, Indien[8]
- Juli 2017 Urban Trimm Dich!, Installation eines temporären Trimm-Dich-Pfades mit Programm am Candidplatz, München[9]
- Seit 2014 Graffiti für Blinde, Interventionsreihe im öffentlichen Freiraum[10][11][12]
- 2017 Braille Style, Installationen im öffentlichen Freiraum, Ausstellung im Kulturzentrums Panteón, Vortrag sowie Workshop, auf Einladung des Goethe-Instituts Mexiko, Mexiko-Stadt[13]
- 2018 Urban Playground, Diskursive Ausstellung im Maximiliansforum, München[14]
- 2018 Word. Ausstellung und Workshop in der kult gallery, Singapur; ermöglicht durch das Goethe-Institut Singapur[15]
- 2019 ¡Let's Fetz!, Konzeption und Realisierung einer Themenausstellung über Party-Ankündigungen im ländlichen Raum, Freilichtmuseum Glentleiten[16][17]
- 2019 Fitte Kadenz, performative Choreografie im Rahmen des Programms Up in Arms der  nGbK, Berlin[18][19]
- 2021 3D-Prints und Screening in der Ausstellung Mäusebunker & Hygieneinstitut im IUAV di Venezia anlässlich der  Architekturbiennale Venedig[20]

## Preise und Auszeichnungen
- 2002 Tassilo-Kulturpreis der Süddeutschen Zeitung mit dem Verein Initiative Jugendkultur[21]
- 2010 Europäisches Kunststipendium des Bezirks Oberbayern, Artist-in-Residence im Baskenland[22]
- 2011 Projektstipendium Junge Kunst / Neue Medien der Landeshauptstadt München[23]
- 2013 Arbeitsstipendium FreiFarben, Schafhof – Europäisches Künstlerhaus Oberbayern[24]
- 2016 Interdisziplinärer Kunstpreis zwei:eins[25][26]
- 2017 Wettbewerb Kunst im öffentlichen Raum der Landeshauptstadt München[27]
- 2019 Europäisches Kunststipendium des Bezirks Oberbayern am Kulturzentrum Nová Cvernovka, Bratislava[28]
- 2020, 2021 Artist-in-Residence-Stipendium am  Urban Nation, Berlin[29]
- 2021 Förderstipendium Innovative Kunstprojekte im Rahmen des Bundesprogramms  Neustart Kultur[30]
- 2021 INITIAL, Sonderstipendium der  Akademie der Künste[31]

## Veröffentlichungen
- Dinosaurier! Die Kulturgeschichte. Wilhelm Fink Verlag, München 2011, ISBN 978-3-7705-5222-1.[32]
- Weiße Hasen, rote Pillen. Kerber Verlag, Bielefeld 2015, ISBN 978-3-7356-0088-2.
- (Post)Urbane Kapriolen. München 2018 ISBN 978-3-00-059367-3. (PDF)
- sowie zahlreiche internationale Essays und Aufsätze, etwa In between Dinosaurs in den Interdisciplinary Science Reviews[33]